# Guaranteed Rate Field
Das Guaranteed Rate Field ist ein Baseballstadion in der US-amerikanischen Stadt Chicago im Bundesstaat Illinois. Es ist die Heimspielstätte der Baseballmannschaft der Chicago White Sox aus der Major League Baseball (MLB).

## Geschichte
Das Guaranteed Rate Field, wie es seit 2016 offiziell heißt, ersetzte 1991 den Comiskey Park. Dies war erbaut worden kurz bevor durch den Bau des Oriole Park at Camden Yards in Baltimore ein neuer Trend beim Ballparkbau eingeleitet wurde, die Retro-Parks. Ein Trend, dem seitdem mehr oder weniger alle neuen Stadien in den USA folgen. Comiskey II, wie es zunächst hieß, fiel dagegen stark ab, mit einem sehr betonlastigen Äußeren fand es bei den Fans zunächst nur wenig Anklang.
Also entschloss man sich nach nur zehn Jahren zu einer umfangreichen Renovierung des Stadions. Die Eingriffe waren groß, so entfielen z. B. der obere Teil des oberen Ranges (sechs Sitzreihen), um die überhängenden Ränge nach außen ansehnlicher zu machen und gleichzeitig ein neues Dach zu ermöglichen, das in seiner Form an gusseiserne Vorbilder früherer Zeiten erinnert. Gleichzeitig wurden im Outfield neue Sitzplätze geschaffen.
Mit dem Ersetzen der blauen Sitze durch grüne hat man einen weiteren Schritt in Richtung Retrodesign gemacht. Mit Beginn der Saison 2007 wurden die Renovierungsarbeiten, die fast drei Viertel der Neubaukosten betrugen, abgeschlossen.
Am 24. August 2016 gaben die Chicago White Sox den Erwerb der Namensrechte durch die in Chicago ansässige Hypothekenbank Guaranteed Rate Inc. bekannt. Die Spielstätte der White Sox trägt seit dem 1. November 2016 offiziell den Namen Guaranteed Rate Field. Der Eigentümer, die Illinois Sports Facilities Authority, gab ihre Zustimmung zu der Umbenennung. Der Vertrag hat eine Laufzeit von 13 Jahren und den White Sox bietet sich eine Option, die Vereinbarung bis in das Jahr 2030 zu verlängern.

## Galerie

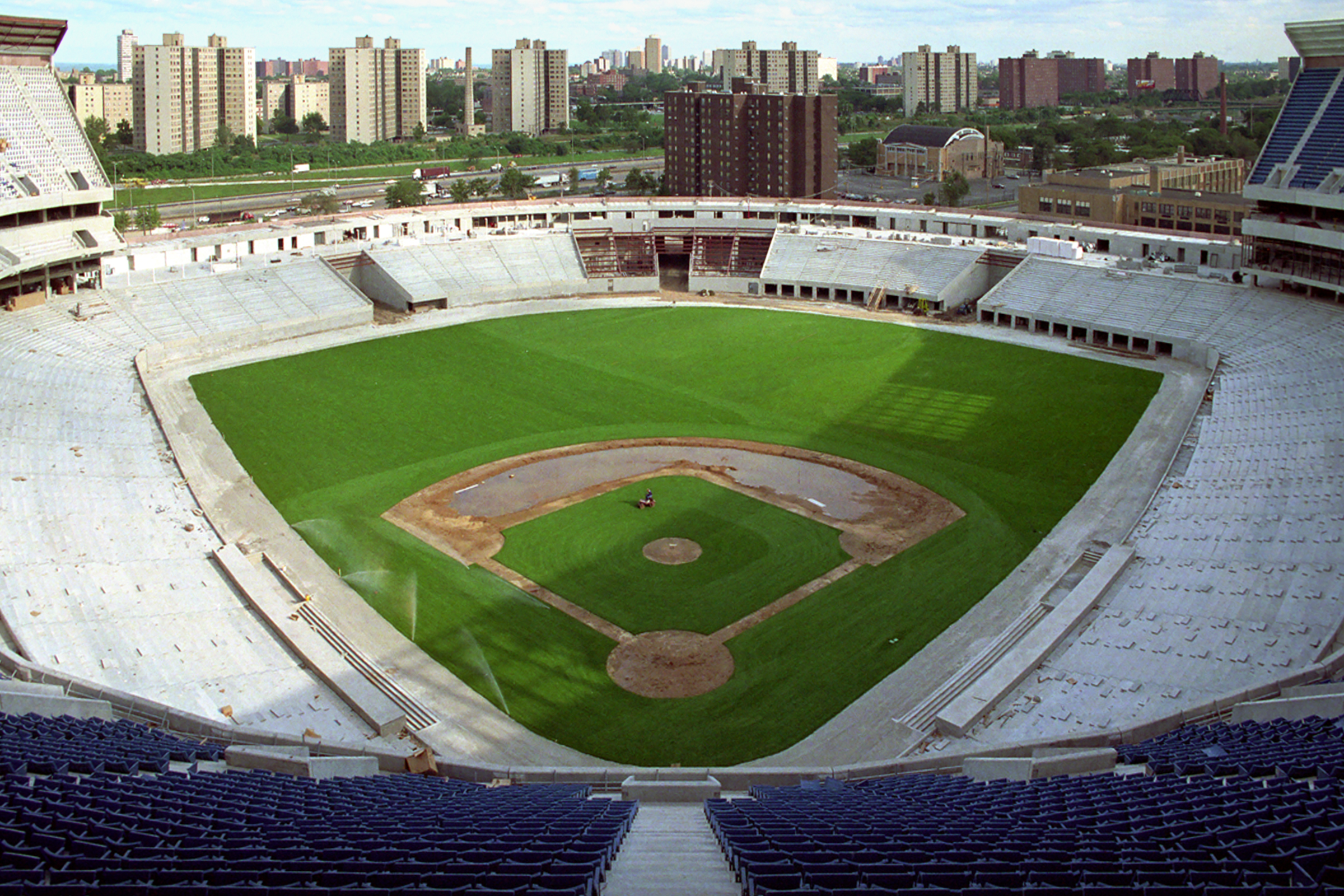
Das Stadion in der Bauphase (September 1990)
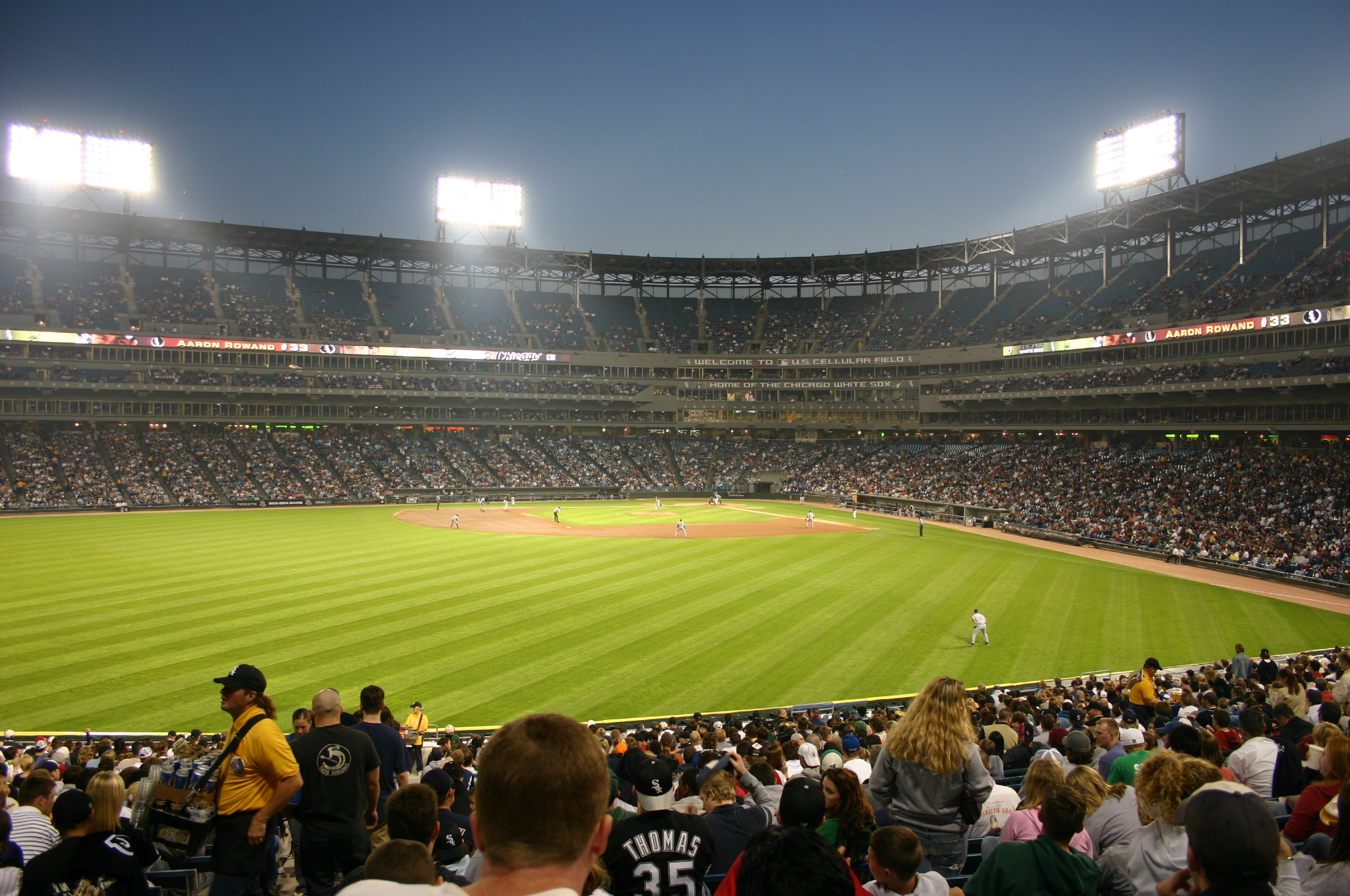
U.S. Cellular Field (Mai 2004)
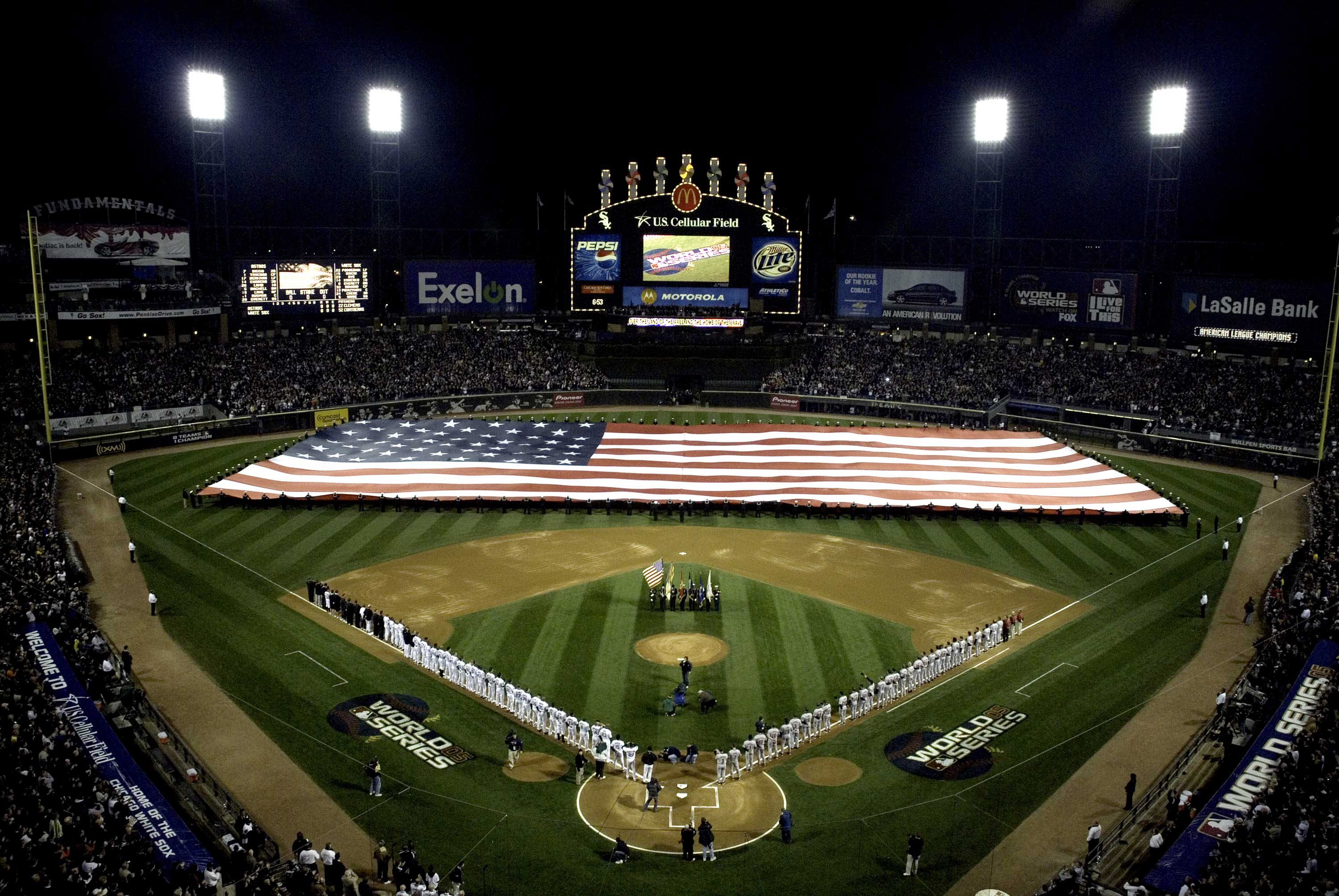
Vor dem ersten Spiel der World Series 2005
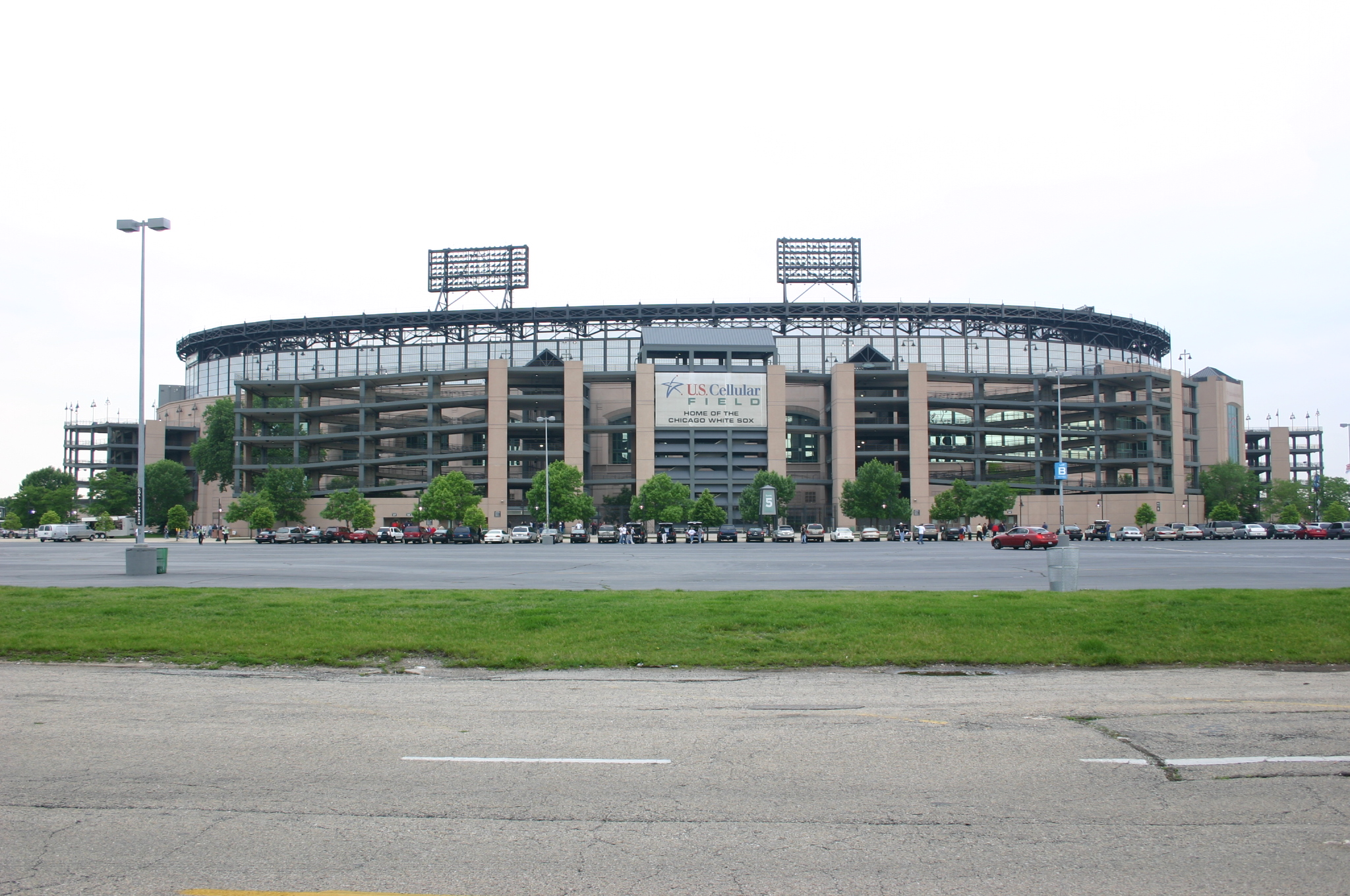
Außenansicht 2007
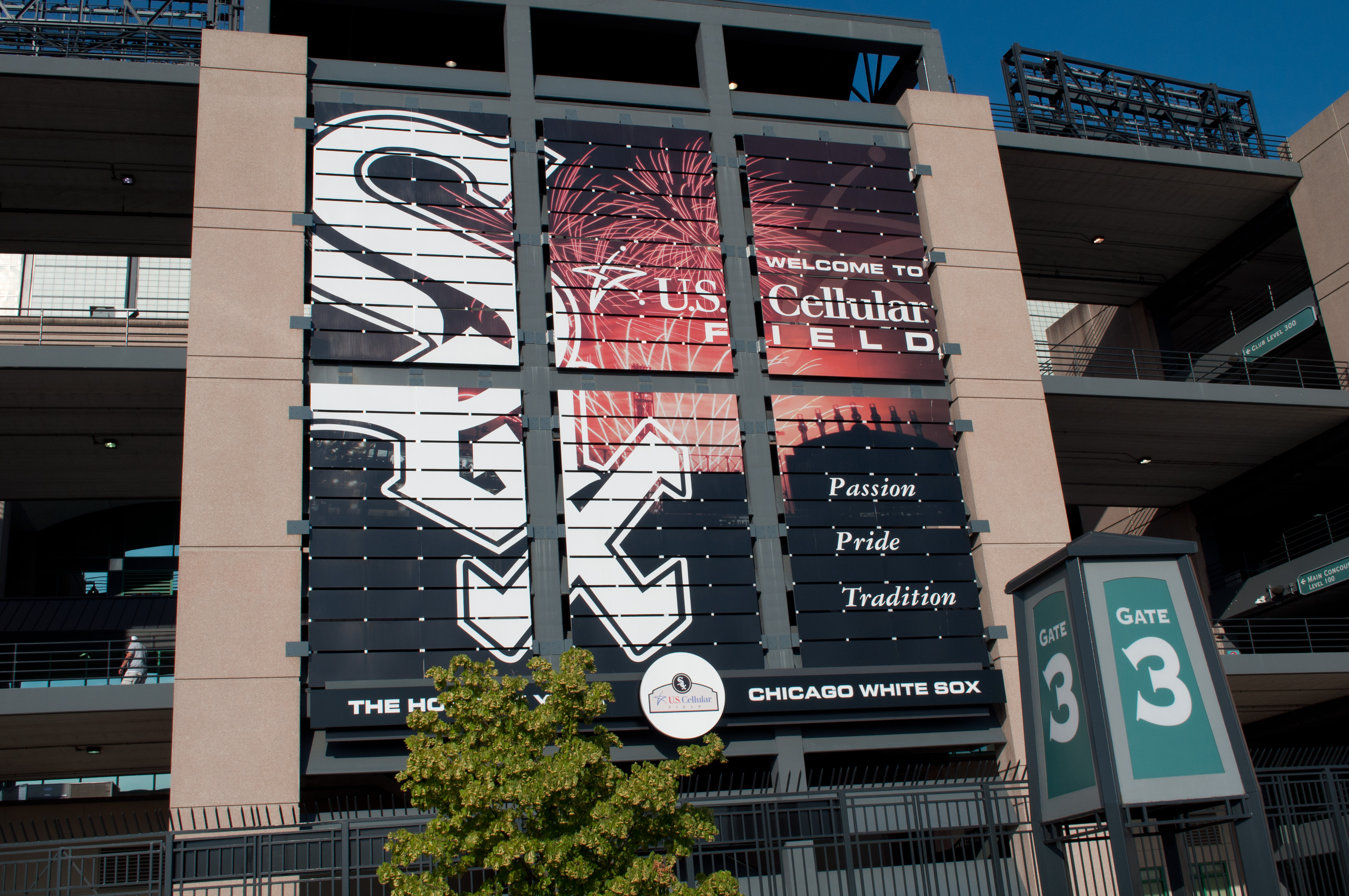
Die Außenwand am Gate 3 (Juni 2012)
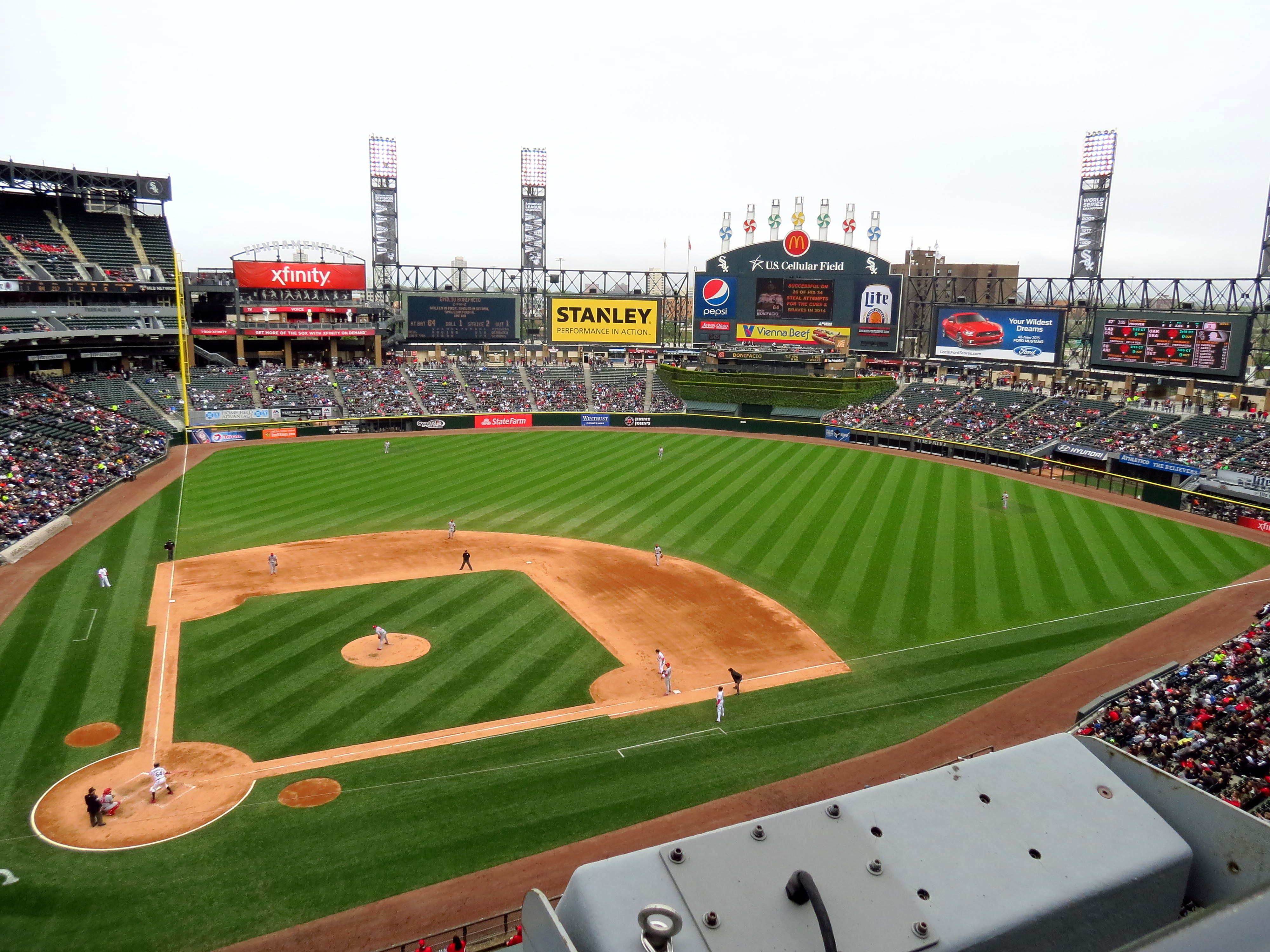
Das U.S. Cellular Field am 10. Mai 2015 beim Spiel der White Sox gegen die Cincinnati Reds
Altes Logo des U.S. Cellular Field
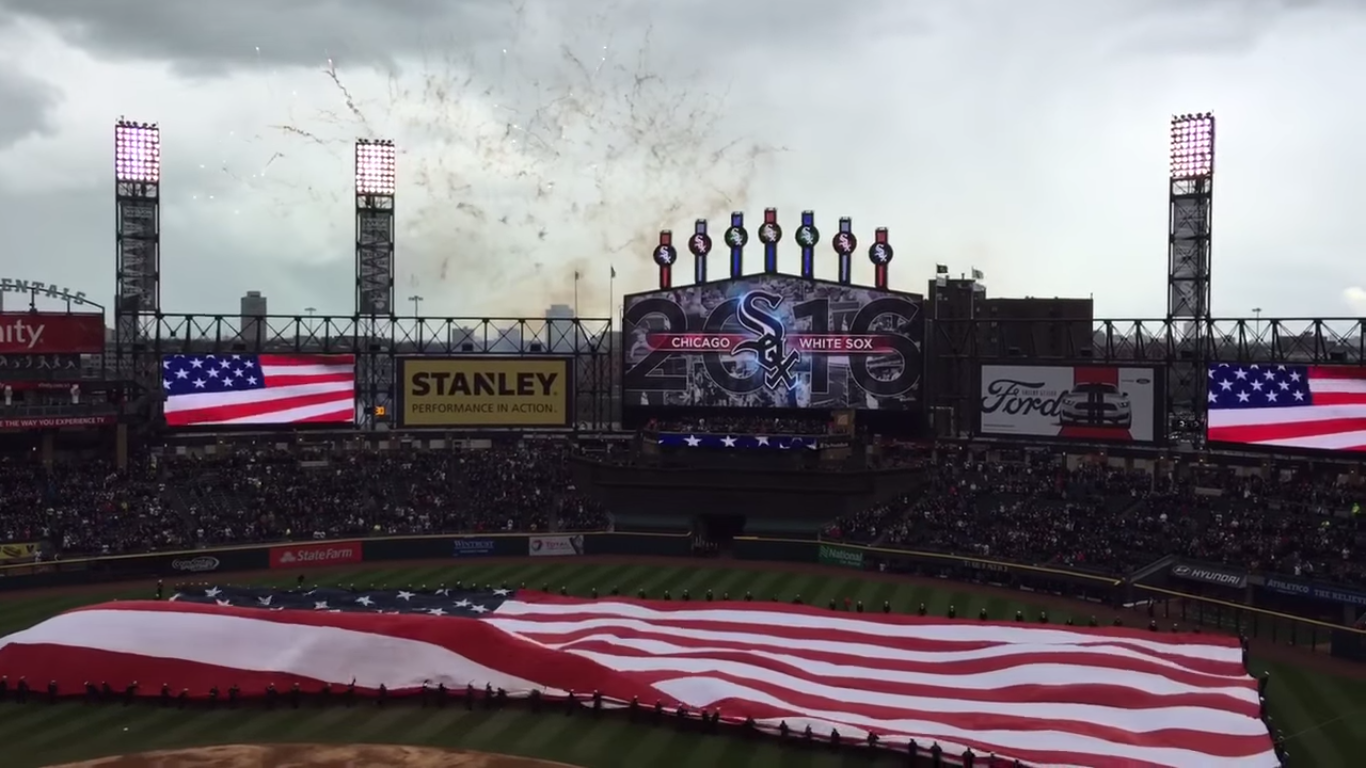
Saisoneröffnung 2016